# Мандер, Карел ван
Карел ван Мандер (нидерл. Karel или Carel van Mander; 1548, Мёлебеке — 11 сентября 1606, Амстердам) — поэт, писатель-историограф и живописец из Западной Фландрии, автор знаменитой «Книги о художниках» (Het Schilder-Boeck).

## Биография
Карел ван Мандер родился в семье знатных родителей, которые дали ему французское имя Шарль (Charles), позднее ставшее более привычным в форме «Карл». Они также пригласили в 1568 году первого учителя гентского художника и поэта Лукаса де Хере. Их пути вскоре разошлись, поскольку де Хере был выслан из страны за связь с движением Реформации. После этого Ван Мандер поступил в ученики к Питеру Влерику в Кортрейке. В 1570 году ван Мандер вернулся в родной город Мёлебеке и посвятил себя драматургии и поэзии.
В 1573 году ван Мандер предпринял путешествие в Италию; он побывал во Флоренции, вместе с Джорджо Вазари работал над фреской купола собора Санта-Мария-дель-Фьоре. В Терни Мандер получил заказ на фреску на тему Варфоломеевской ночи в память об убитом Гаспаре де Колиньи. Эта фреска частично сохранилась до настоящего времени в галерее Палаццо Спада в Терни. В Риме ван Мандер познакомился и подружился с художником-маньеристом Бартоломеусом Спрангером и находился под его влиянием.
В 1577 году Мандер работал в Базеле, позднее переехал в Кремс и далее в Вену, где вместе с Хансом Монтом работал над созданием триумфальной арки по случаю прибытия в город в июле 1577 года императора Рудольфа II. Посетив Нюрнберг, истинный католик ван Мандер вернулся в родные края в 1578 году. Однако из-за религиозных преследований меннонитов несколько лет спустя ему пришлось бежать из Мёлебеке. Он, его родители и семья нашли убежище у Грауве Миннебродеров из Кортрейка, но война и болезнь вынудили его бежать снова. В 1583 году он прибыл в Харлем, где прожил последующие двадцать лет. Здесь вместе с голландским художником Корнелисом Корнелиссеном, рисовальщиком и гравёром Хендриком Гольциусом в 1587 году основал Академию художеств, или, как её позднее стали называть, Харлемскую академию маньеристов. В Академии, построенной по итальянскому образцу, изучали пластическую анатомию и рисовали с обнажённых моделей, в том числе женских, что в то время на Севере Европы было запрещено.
Ван Мандер прожил свои последние годы сначала в Хемскерке, близ Зевенбергена, а затем в Амстердаме. Он умер в возрасте пятидесяти восьми лет и был похоронен в доме на Рокине. Рассказывали, что перед смертью художник произнёс: «Когда придёт смерть и нет другого выхода, тогда лежи спокойно и умри».
Учениками Карела ван Мандера в Харлеме были Франс Халс и Хендрик Герритс Пот. Сын Карела ван Мандера — Карел ван Мандер Второй (1579—1623), или Младший (de Jonge), стал живописцем. Внук, сын ван Мандера Второго, — Карел ван Мандер Третий (1610—1670) — также живописец, работал в Дании.

## Творчество
Карела ван Мандера называют «Гуманистом Севера». Он много рисовал, писал стихи, прозу и создавал картоны шпалер для Франсуа Спиринкса. Он является автором многих литературных произведений — поэтических аллегорий, од на латинском языке в подражание «древним». Ван Мандер изучал античную философию, перевёл на нидерландский язык «Илиаду» Гомера, поэмы Вергилия, Овидия.
В 1573—1577 годах Карел ван Мандер стал убеждённым романистом, в Вене он познакомился с уникальной художественной коллекцией — кунсткамерой императора Рудольфа II. Карелу ван Мандеру приписывается известная картина 1603 года «Бен Джонсон и Уильям Шекспир», на которой выдающиеся драматурги играют в шахматы. В Санкт-Петербургском Эрмитаже хранятся три картины Карела ван Мандера: «Избиение младенцев», «Деревенский праздник» и «Сад любви».

## «Книга о художниках»

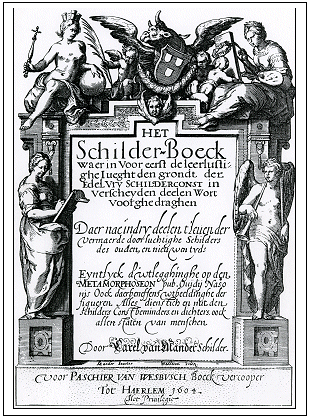
Фронтиспис первого издания «Книги о художниках». 1604

В 1604 году Карел ван Мандер, вдохновлённый «Жизнеописанием наиболее знаменитых живописцев, ваятелей и зодчих» Джорджо Вазари, написал собственное произведение — «Книгу о художниках» (нидерл. Het Schilder-Boeck, буквальный перевод: «Книга живописи», или «Книга изображений») — первый искусствоведческий труд в Северной Европе. Эта книга, написанная на голландском языке XVII века, состоит из шести частей и считается одним из основных источников по истории искусства Северной Европы XV и XVI веков. Книга была очень хорошо принята и имела огромный успех во многих странах. Она издавалась в 1604, 1614, 1618, 1764 годах; на французском языке — в 1884, на немецком — в 1906, 1916, на английском вместе с факсимиле оригинала — в 1994—1997 годах, на русском языке — в 1940 году.
Карел ван Мандер умер через два года после первой публикации. Второе посмертное издание 1618 года включала краткую анонимную биографию автора. Первая часть этого выдающегося труда «Основы благородного и свободного искусства живописи» представляет собой стихотворное обращение к обучающимся. В нём ван Мандер не даёт конкретных практических рекомендаций, однако на высоком литературном уровне рассматривает основные принципы живописного искусства.
Вторая часть книги называется «Жизнеописания прославленных древних художников, в том числе египтян, греков и римлян» (Het Leven Der oude Antijcke Doorluchtighe Schilders, soo wel Egyptenaren, Griecken als Romeynen). Третья: «Жизнеописания современных или современных выдающихся итальянских художников» (Het Leven Der Moderne, часто dees-tijtsche Doorluchtighe Italiaensche Schilders). Четвёртая: «Жизнеописания выдающихся нидерландских и немецких художников» (Het Leven der Doorluchtighe Nederlandtsche, en Hooghduytsche Schilders.). Биографические части содержат биографии античных живописцев и известных итальянских мастеров, например, Джотто ди Бондоне, Сандро Боттичелли и Андреа Мантенья. Далее представлены биографии нидерландских и немецких художников: Гертген тот Синт Янс, Рогир ван дер Вейден, Лукас ван Лейден, Иероним Босх, Альбрехт Дюрер, Ганс Гольбейн-младший и Питер Брейгель Старший, Артген ван Лейден, Корнелис Энгелбрехтсен.
В следующей части Карел ван Мандер приводит подробный комментарий к важнейшему источнику мифологических сюжетов голландской живописи — «Метаморфозам» Овидия. Последняя книга: «Об изображении фигур» содержит список различных животных, птиц и других объектов, которые имеют важное значение в работе художника. В эту часть включены описания некоторых языческих ритуалов, пригодных для использования в исторических аллегориях. Расположенный перед указателем к «Метаморфозам», этот раздел представляет собой дополнительное руководство ко всей книге.
Для своей книги ван Мандер заимствовал тексты Дж. Вазари, Плиния Старшего, использовал стихотворения нидерландского живописца, скульптора и поэта Доминика Лампсония и Лукаса де Хере. Сочинение ван Мандера представляет собой ценнейший первоисточник сведений о многих художниках Северного Возрождения, в том числе о нидерландских и немецких романистах, сведения о которых в других источниках отсутствуют.

## Галерея

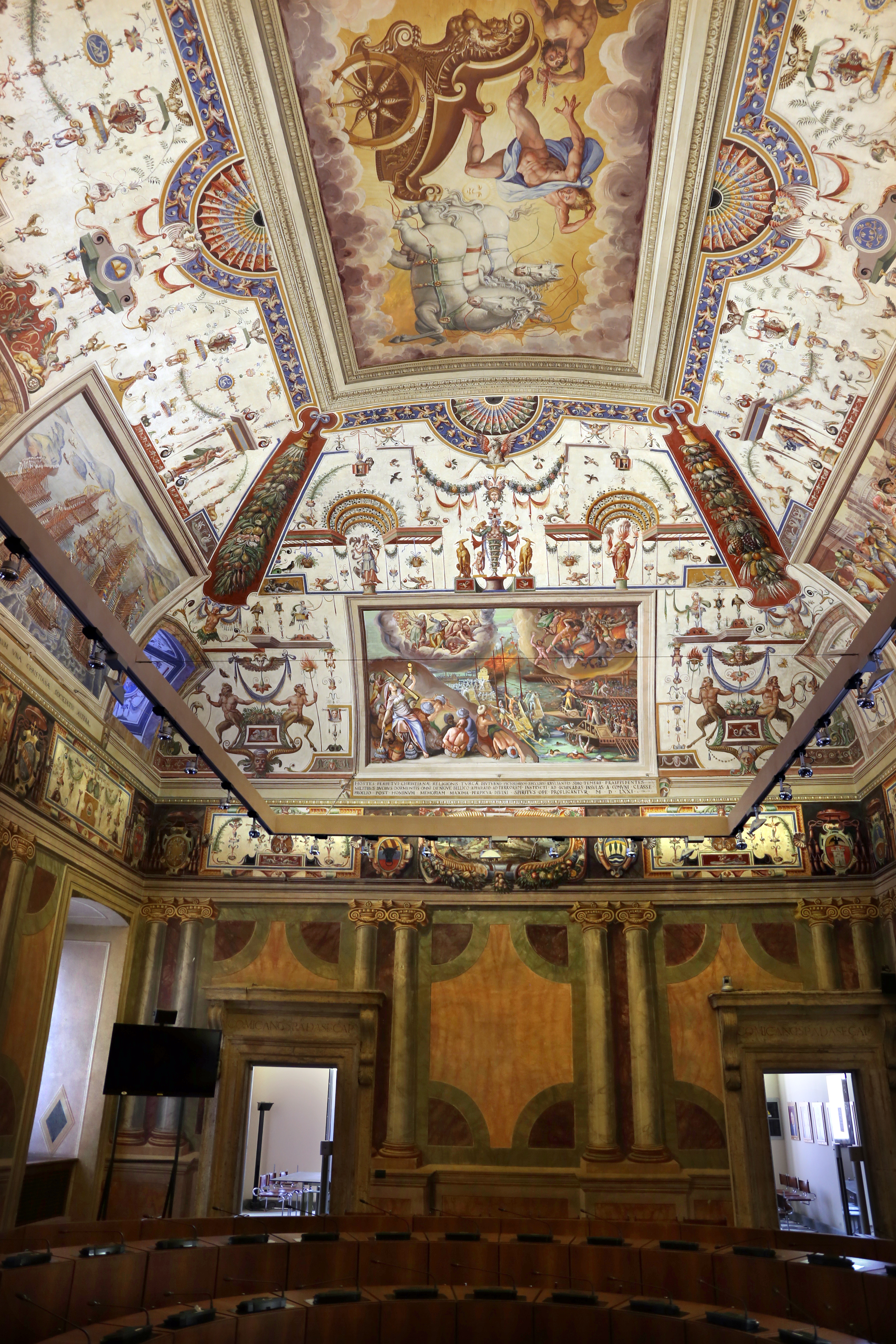
Зал Фаэтона. Росписи 1574—1577. Палаццо Спада, Терни
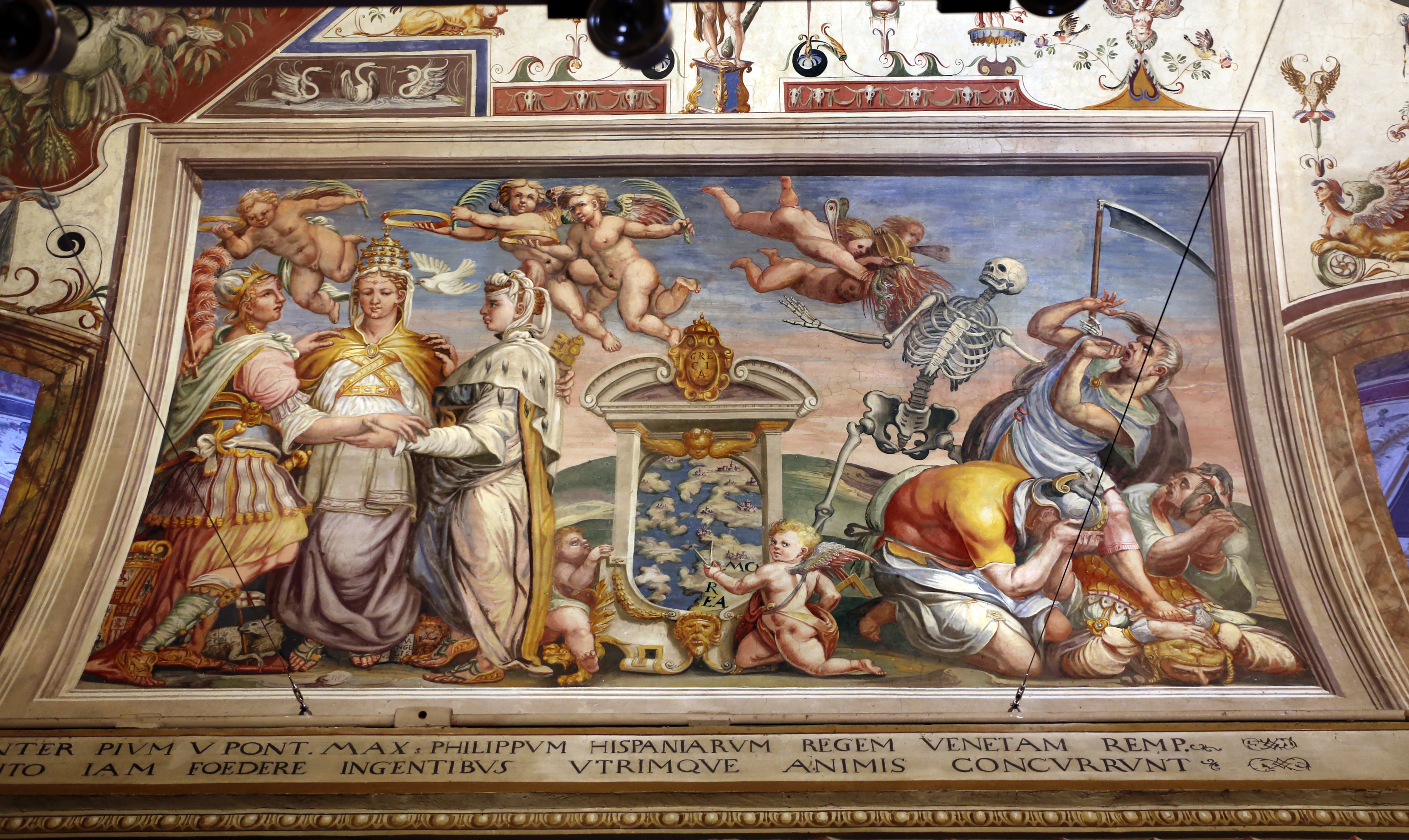
Аллегория Священного союза. Деталь росписей Зала Фаэтона
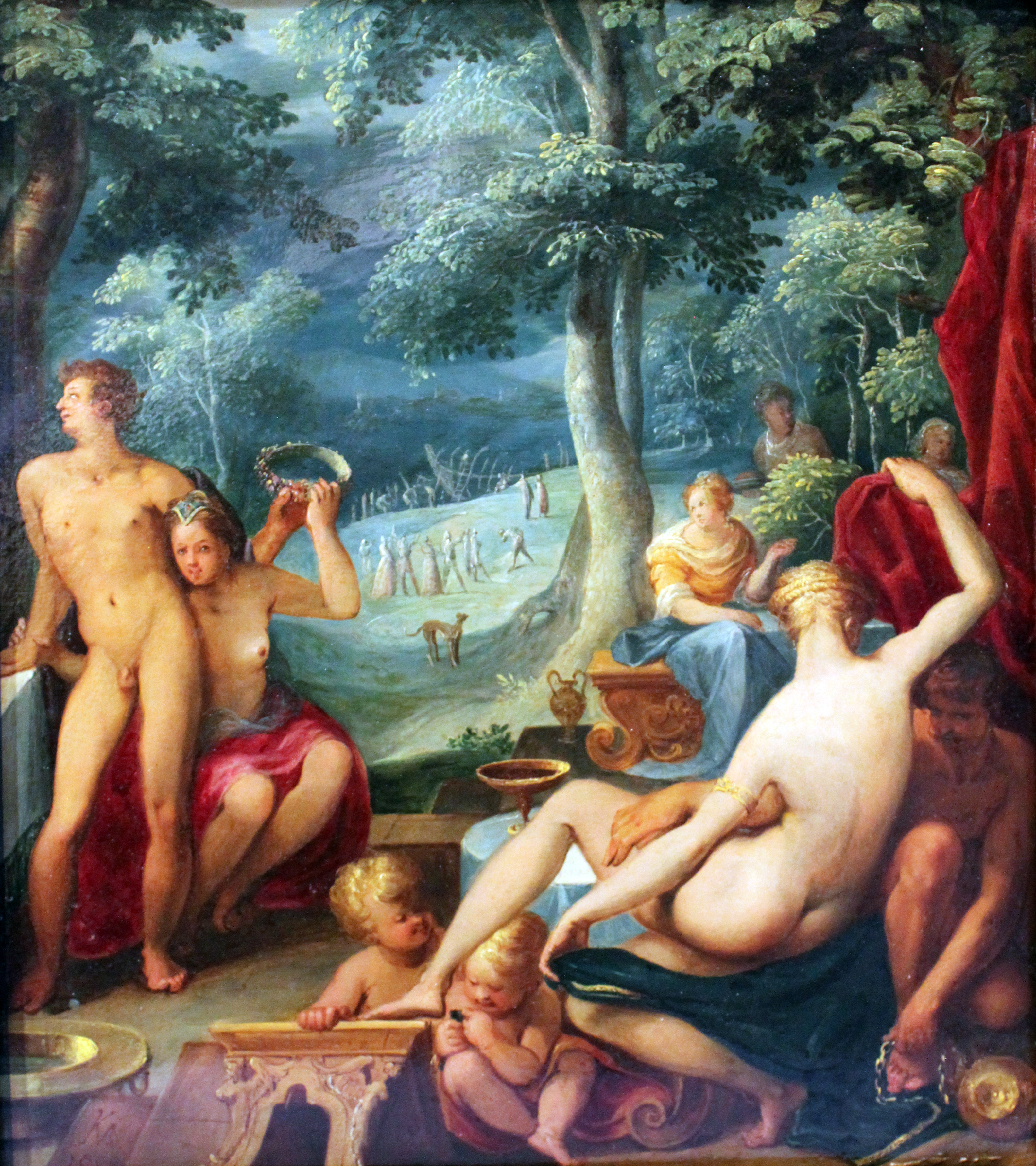
До Потопа. 1600. Медь, масло. Штеделевский художественный институт, Франкфурт-на-Майне
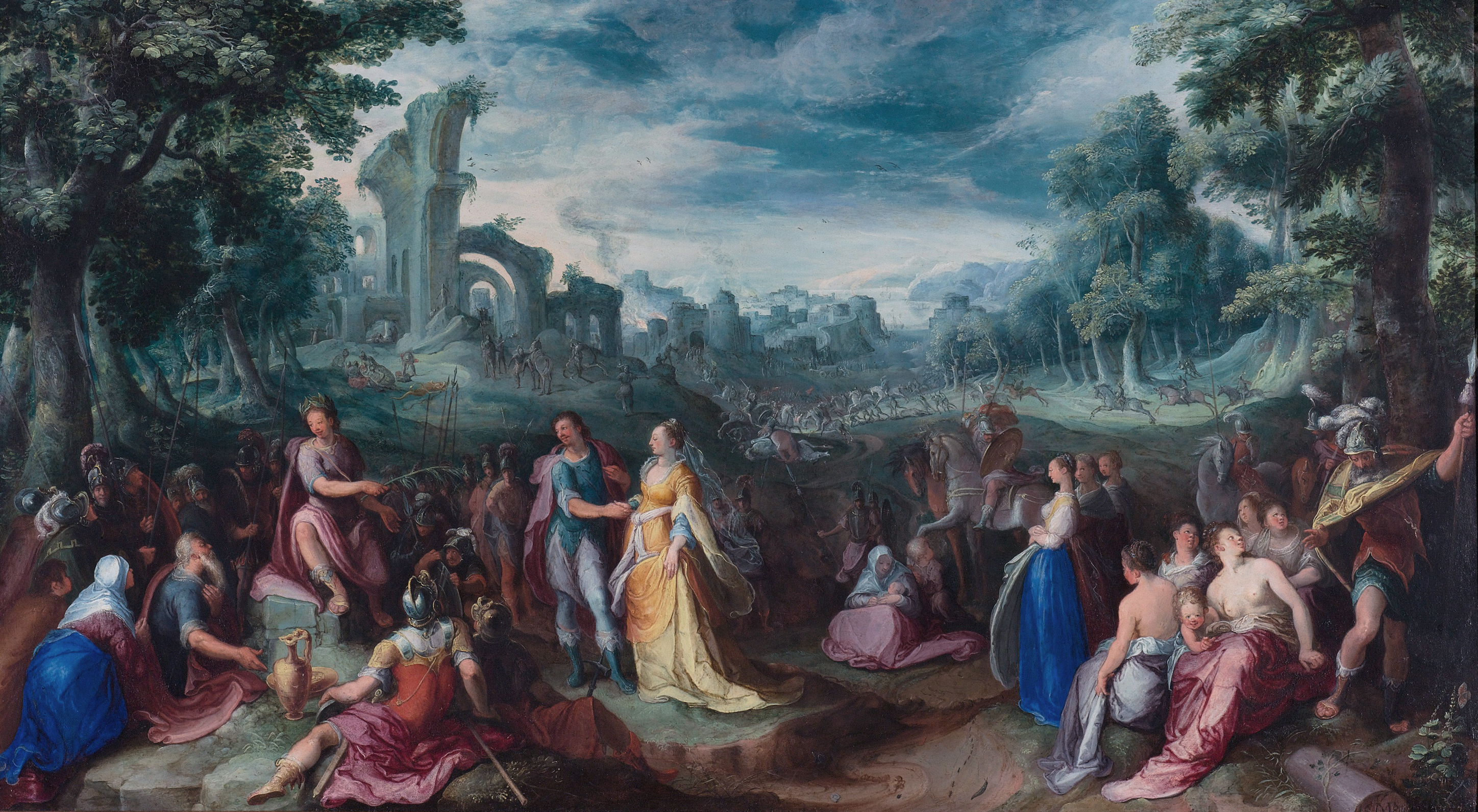
Великодушие Сципиона Африканского. 1600. Медь, масло. Рейксмюсеум, Амстердам
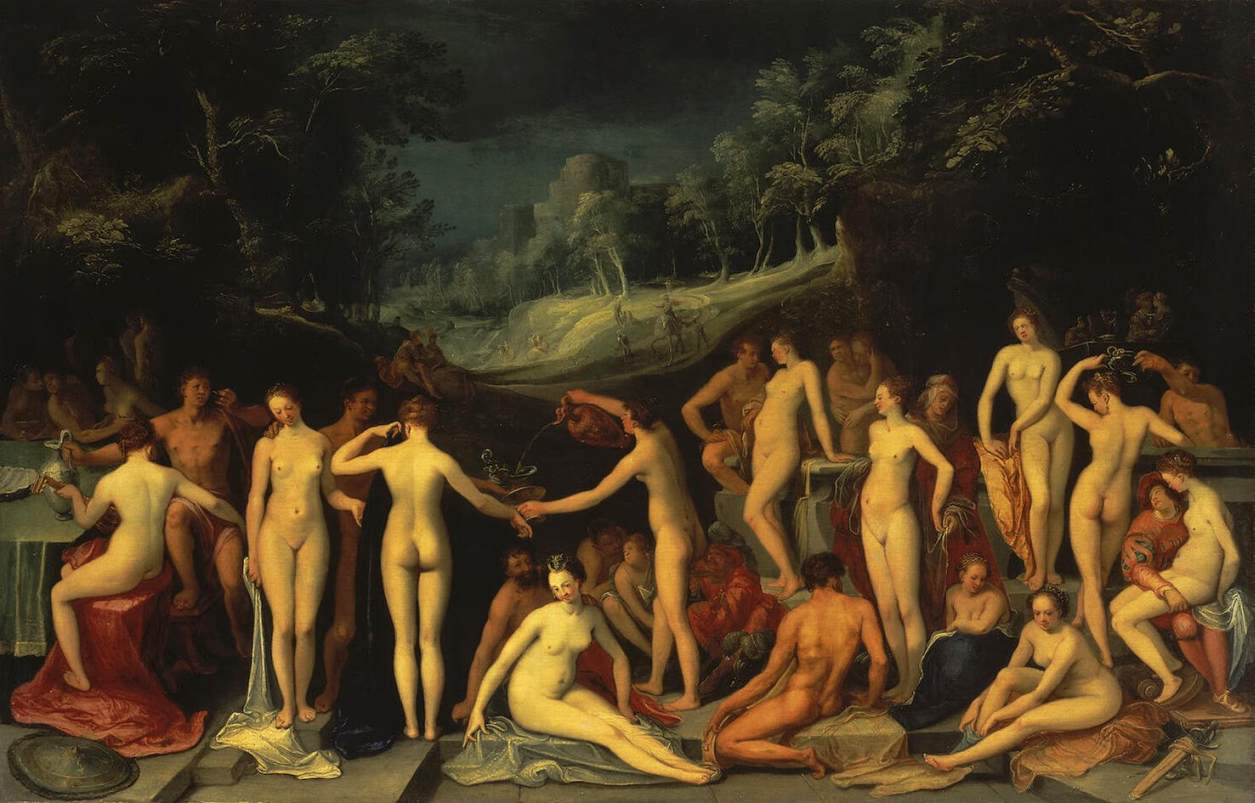
Сад любви. 1602. Холст, масло (переведено с дерева). Государственный Эрмитаж, Санкт-Петербург
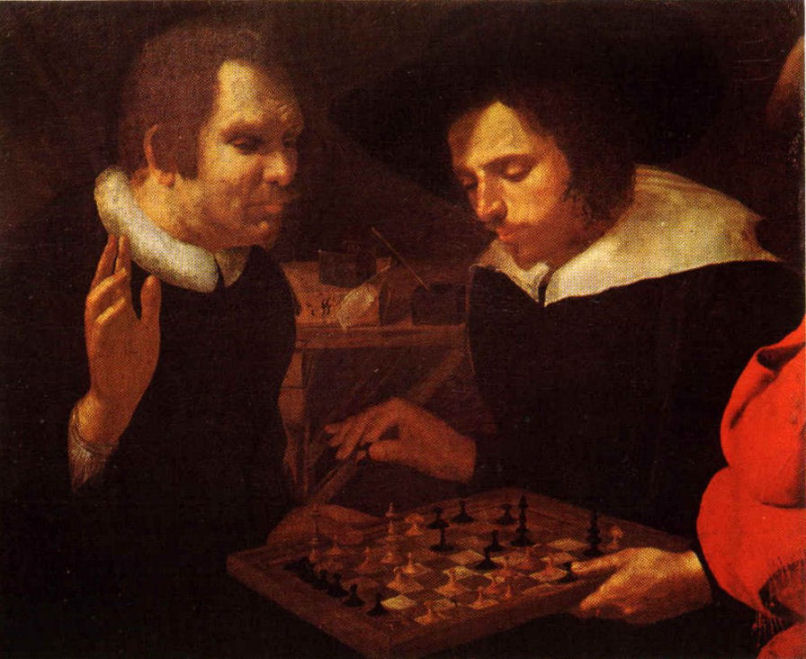
Бен Джонсон и Уильям Шекспир играют в шахматы  (атрибутируется). 1603. Холст, масло. Частное собрание